# Marysia Nikitiuk
Marysia Jurijiwna Nikitiuk (ukr. Марися Юріївна Нікітюк; ur. 26 października 1984 w Kijowie) – ukraińska reżyserka filmowa, scenarzystka i pisarka.    

## Życiorys

### Młodość i edukacja
W 2007 ukończyła Instytut Dziennikarstwa na Kijowskim Uniwersytecie Narodowym im. Tarasa Szewczenki. Następnie zdobyła tytuł magistra teatrologii na Kijowskim Narodowym Uniwersytecie Teatru, Kina i Telewizji im. Iwana Karpenki-Karego, specjalizując się w teatrze japońskim.

### Kariera

#### Początki kariery
Na początku swojej kariery pracowała w różnych mediach jako krytyczka teatralna oraz twórczyni portalu Teatre. Reżyserowała krótkometrażowe filmy oraz w 2016 opublikowała zbór opowiadań Безодня (історії судного дня) [pol. Otchłań (opowieści z Dnia Sądu)], który zdobył Międzynarodową Nagrodę Literacką im. Olesia Ulianenki.

#### Filmy fabularne
W 2016 zdobyła nagrodę Krzysztofa Kieślowskiego ScripTeast za najlepszy scenariusz filmowy z Europy Środkowo-Wschodniej na Festiwalu Filmowym w Cannes. Nagroda ta była połączona z grantem produkcyjnym w wysokości 10 000 euro.
Jej debiutancki film fabularny, kręcony na Ukrainie i w Polsce, Kiedy spadają drzewa (2018) miał premierę na 68. Berlinale, zdobywając siedem nagród. Akcja filmu toczy się w małym ukraińskim mieście Łozowa i opowiada historię pięcioletniej Witki oraz jej starszej kuzynki Larysy, zakochanej w przestępcy. Produkcja spotkała się z pozytywnym odbiorem krytyki, m.in. „The Hollywood Reporter” nazwał ją „śmiałym, pełnym energii i obiecującym debiutem". Film został uznany za jeden z najlepszych współczesnych ukraińskich filmów i zajął czwarte miejsce w rankingu najlepszych ukraińskich filmów dekady według MovieWeb. Polskie czasopismo filmowe „Kino” chwaliło „wrażliwość, odwagę i fantazję” Nikitiuk. „Vogue Ukraine” umieściło tytuł na liście „siedmiu filmów, które sprawią, że zakochasz się we współczesnym ukraińskim kinie”. Wiktorija Tihipko, prezeska Odeskiego Międzynarodowego Festiwalu Filmowego i przewodnicząca zarządu Ukraińskiej Akademii Filmowej, nazwała go jednym z 30 „najbardziej ikonicznych” filmów od czasu uzyskania przez Ukrainę niepodległości.
W 2019 współtworzyła scenariusz do filmu Do domu w reżyserii Narimana Alijewa, który został zaprezentowany w sekcji „Un Certain Regard” na 72. MFF w Cannes oraz zdobył Grand Prix na Międzynarodowym Festiwalu Filmowym w Odessie. Film został uznany za jedno z najważniejszych dzieł ukraińskiej kinematografii przez Collider, The Guardian oraz Centrum Dowżenki.
W 2021 roku wyreżyserowała film Szczęśliwa dziewczyna, opowiadający historię gwiazdy telewizyjnej, u której zdiagnozowano nowotwór. Scenariusz filmu oparto na prawdziwej historii prezenterki telewizyjnej Janina Sokołowa. Tytuł zaprezentowano w sekcji Ukraine in Focus na Festiwalu Filmowym w Cannes w 2022.
W 2021 pracowała nad adaptacją powieści Lolita Vladimira Nabokova, przedstawiając ją z perspektywy ukraińskiej nastolatki. W 2022 na Festiwalu Filmowym w Sarajewie zdobyła finansowanie na projekt Cherry Blossoms, opowiadający o uchodźcach z Ukrainy. Inspiracją do filmu były historie osób, które spotkała w schronieniu podczas początku inwazji Rosji na Ukrainę.

## Życie prywatne
Do momentu rosyjskiej inwazji na Ukrainę mieszkała w Kijowie.